# I Want to Know What Love Is
I Want to Know What Love Is is een nummer van de Brits-Amerikaanse rockband Foreigner. Het is de eerste single van hun vijfde studioalbum Agent Provocateur uit 1984. Op 13 november van dat jaar werd het nummer op single uitgebracht.

## Achtergrond
De meeste Foreigner-nummers zijn geschreven door gitarist Mick Jones en zanger Lou Gramm. I Want To Know What Love Is is een soloproject van Jones, iets waar Gramm niet bepaald blij mee was. Hij vindt het nummer te ver afstaan van hun rock-achtergrond. De tekst vertelt over de relatie die Mick Jones had met Ann Dexter-Jones. Hun oudste kind is de nu succesvolle producer Mark Ronson. Ronson produceerde een nieuwe versie van het oude Foreigner nummer "Fool For You Anyway" op hun album uit 2009.
De plaat werd een wereldwijde hit en wist in veel landen de nummer 1-positie te bereiken, waaronder in de Amerikaanse Billboard Hot 100 en in Mick Jones' thuisland het Verenigd Koninkrijk, waar de nummer 1-positie werd bereikt in de UK Singles Chart. Ook in Ierland, Zweden, Noorwegen, Canada, Australië en Nieuw-Zeeland werd de nummer 1-positie bereikt.
In Nederland was de plaat op vrijdag 30 november 1984 Veronica Alarmschijf op Hilversum 3 en werd een gigantische hit in de destijds drie landelijke hitlijsten op de nationale publieke popzender. De plaat bereikte de 6e positie in de Nederlandse Top 40, de 5e positie in de Nationale Hitparade en piekte op de 3e positie in de TROS Top 50. In de Europese hitlijst op Hilversum 3, de TROS Europarade, werd de 2e positie bereikt.
In België bereikte de plaat de 6e positie in de voorloper van de Vlaamse Ultratop 50 en de 7e positie in de  Vlaamse Radio 2 Top 30. In Wallonië werd géén notering behaald.
Sinds de allereerste editie in december 1999 staat de plaat steevast genoteerd in de jaarlijkse NPO Radio 2 Top 2000 van de Nederlandse publieke radiozender NPO Radio 2, met als hoogste notering tot nu toe een 151e positie in 2001.

## Covers
- 1985: New Jersey Mass Choir (zong ook mee op het origineel)
- 1987: The Shadows
- 1987: Trude Herr (Ich weiß jenau wat de meinz)
- 1987: Fila Fresh Crew (Want to Know What Love Is)
- 1992: Shirley Bassey
- 1992: Vicky Leandros
- 1994: Richard Clayderman
- 1995: East Side Beat
- 1997: Lucky Dube
- 1998: Tina Arena
- 1999: Down Low feat. Rappers against Racism
- 2003: Wynonna Judd
- 2006: Clay Aiken feat. Suzie McNeil
- 2007: Julio Iglesias
- 2008: Lemon Ice
- 2009: Mariah Carey
- 2017: Ane Brun

## NPO Radio 2 Top 2000
| Nummer met noteringen in de NPO Radio 2 Top 2000 | '99 | '00 | '01 | '02 | '03 | '04 | '05 | '06 | '07 | '08 | '09 | '10 | '11 | '12 | '13 | '14 | '15 | '16 | '17 | '18 | '19 | '20 | '21 | '22 | '23 | '24 |
| ------------------------------------------------ | --- | --- | --- | --- | --- | --- | --- | --- | --- | --- | --- | --- | --- | --- | --- | --- | --- | --- | --- | --- | --- | --- | --- | --- | --- | --- |
| I Want to Know What Love Is                      | 161 | 221 | 151 | 200 | 283 | 173 | 301 | 285 | 461 | 271 | 372 | 374 | 423 | 591 | 624 | 471 | 524 | 394 | 300 | 403 | 384 | 408 | 400 | 444 | 434 | 484 |

1. ↑  Een vetgedrukt getal geeft de hoogste notering aan.